# شکار با کمان

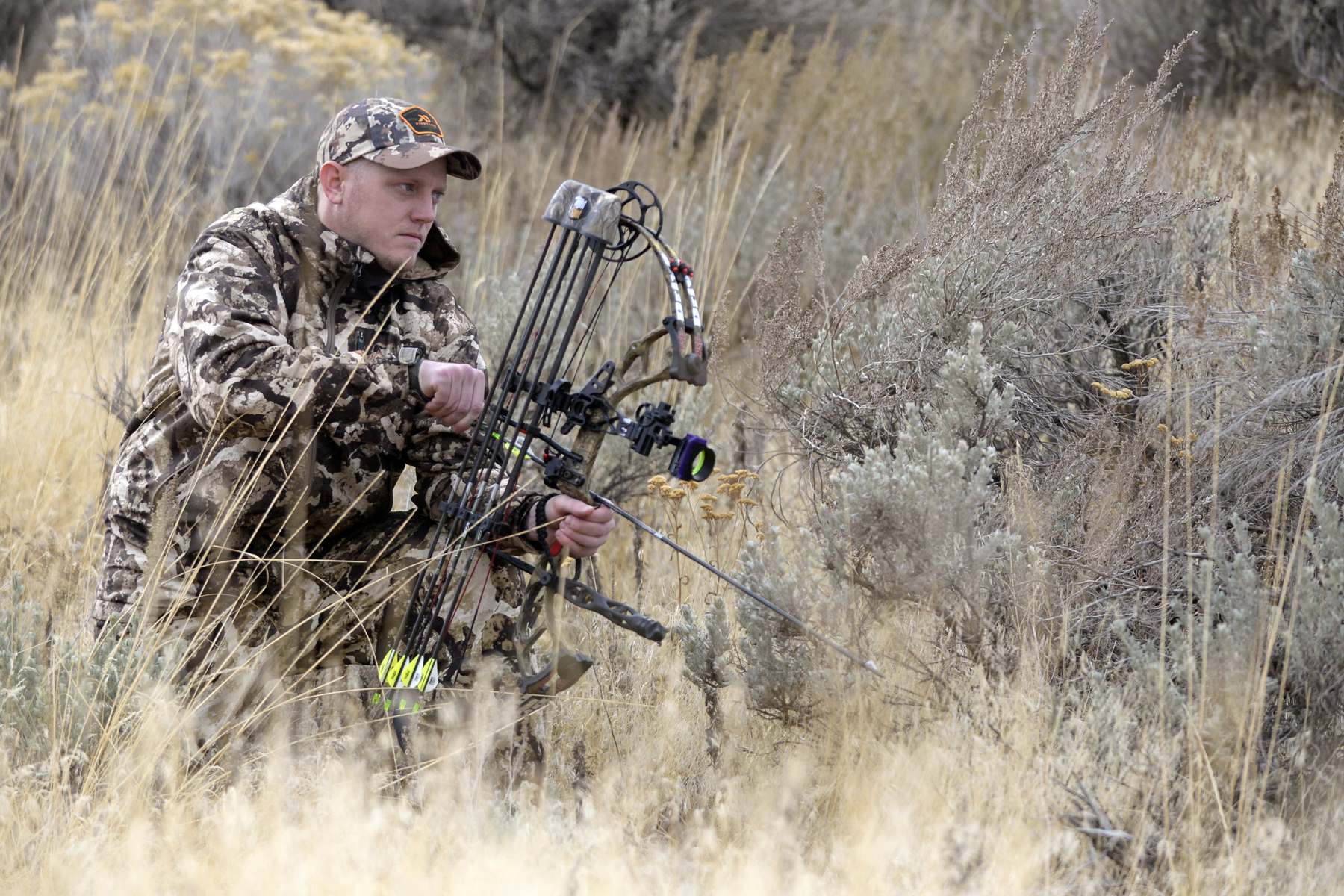
شکارچی کمان در یوتا

شکار با کمان (به انگلیسی: Bowhunting)، عمل شکار جانوران شکارشونده با تیراندازی با کمان است. بسیاری از مردمان بومی هزاران سال است که از این روش به عنوان روش اصلی شکار خود استفاده کرده‌اند و از آن برای ورزش و شکار استفاده می‌شود.

## ملاحظات حقوقی و فرهنگی
شکار با کمان اغلب در فصل‌ها و با محدودیت‌های متفاوتی نسبت به شکار اسلحه انجام می‌شود و در مناطق مختلف تفاوت زیادی دارد. رویکردهای قانونی و فرهنگی خاص هر منطقه باید توسط شکارچی مورد توجه قرار گیرد.

### اروپا

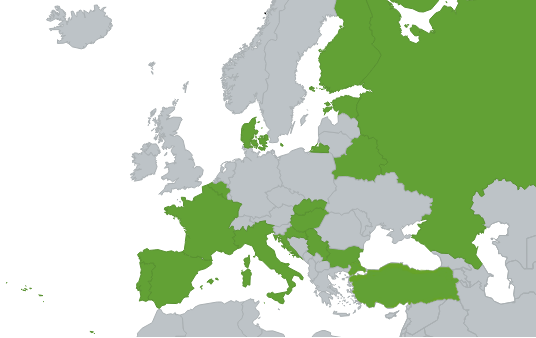
وضعیت قانونی شکار کمان در اروپا با کشورهایی که اجازه شکار کمان را در رنگ سبز می‌دهند.

کشورهایی از جمله دانمارک، فرانسه، اسپانیا، پرتغال، ایتالیا، مجارستان، فنلاند و بلغارستان از شکار تیر و کمان به عنوان یک ابزار شکار در مدیریت نوین شکار استفاده می‌کنند. برخی از کشورهای اروپایی، از جمله بریتانیا، شکار کمان را ممنوع می‌کنند. شکار با کمان، مانند تیراندازی با کمان، در بریتانیا در دوران ویکتوریا احیا شد، ولی از سال ۱۹۶۵ ممنوع شده‌است. اخیراً قانونی در استونی تصویب شد که به شکار با کمان برای شکار کوچک اجازه می‌دهد.